# 外籍勞工

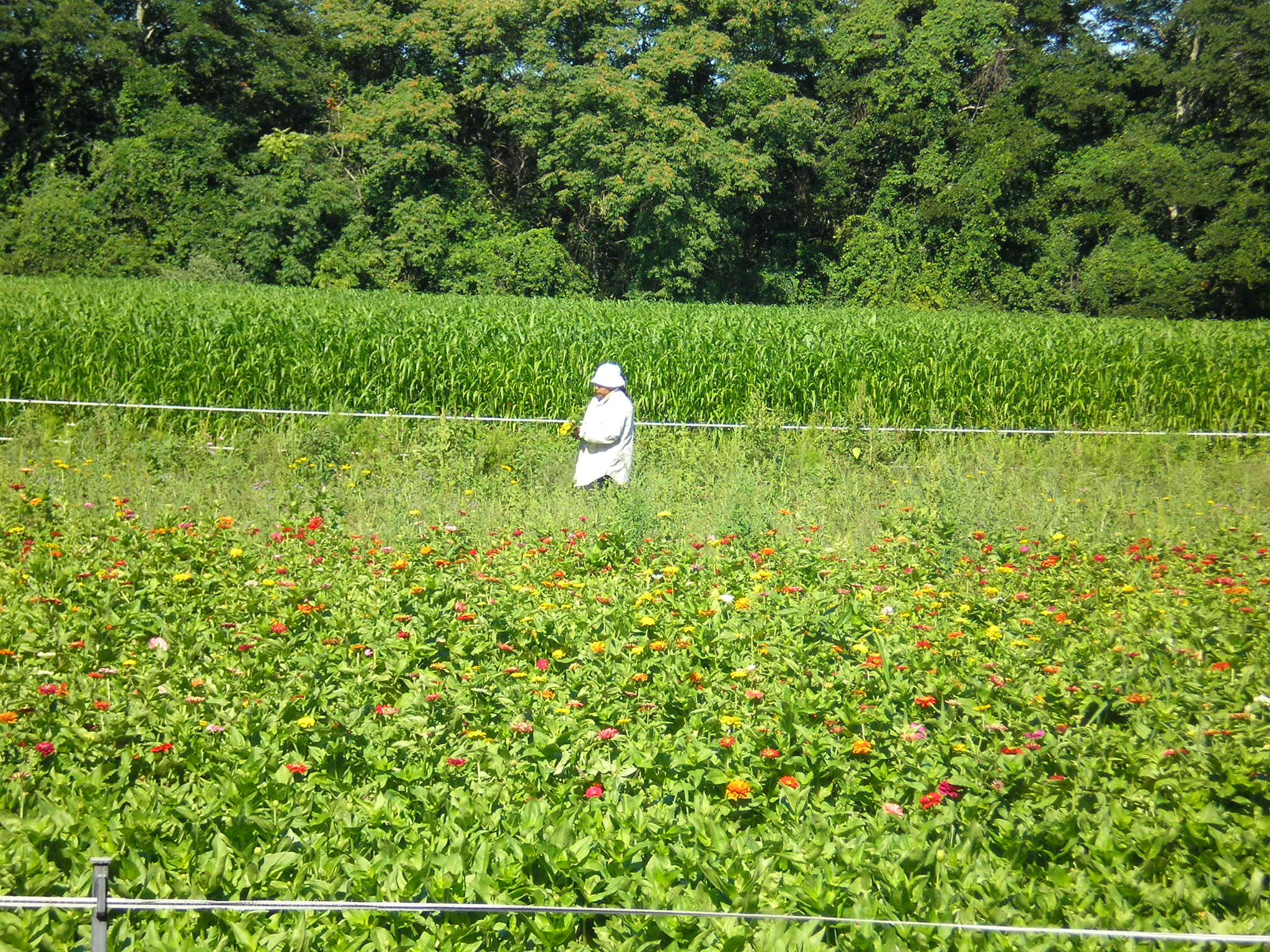
在紐約的農場工人

，簡稱外勞，又稱外地僱員（簡稱外僱）、外地（籍）勞工、外籍移工、移住勞工或國際移工（簡稱移工），日韓稱又稱外國人勞動者，是指受雇員工不在原本國籍所在的國家工作，而是跨境接受聘雇。廣義的說，外籍客工可以包括很多人。最常見的說法，是指跨境去尋求更好的工作的人。有循合法管道進入工作的合法外勞，亦有用偷渡或其他如觀光等名義入境不法打工的非法外勞。除了工作，很多人還希望取得國籍，也就是所謂的「經濟移民」。目前全世界大約有2,500萬名外籍勞工。

## 分類
1. 藍領外籍客工。
2. 白領外籍客工。
3. 打工渡假的短期學生與社會人士。
4. 非法偷渡人士，又或合法入境但在沒有工作簽證下工作的人（港稱黑工）。

## 全世界的情況

### 亞洲
東南亞和南亞供應勞力至鄰近較富裕地區，包括日本、韓國、臺灣、香港、新加坡等。以下数据多指以外籍身份居住的工人，包括专业人员。
|                | 外籍勞工輸出地 | 外籍勞工輸出地 | 外籍勞工輸出地 | 外籍勞工輸出地 | 外籍勞工輸出地 | 外籍勞工輸出地 | 外籍勞工輸出地 | 外籍勞工輸出地 | 外籍勞工輸出地 |
| 外籍勞工輸入地 | 尼泊尔         |                | 印度尼西亞     | 斯里蘭卡       | 泰國           | 印度           | 巴基斯坦       | 菲律賓         | 越南           |
| -------------- | -------------- | -------------- | -------------- | -------------- | -------------- | -------------- | -------------- | -------------- | -------------- |
|                |                | 2              | 11             |                | 3              | 1              | 66             | 8              |                |
| 臺灣           |                |                | 79             |                | 69             |                |                | 37             | 48             |
| 香港           |                |                | 56             |                | 8              |                | 22             | 106            |                |
| 马来西亚       | 106            | 1              | 136            | 5              | 5              | 25             | 3              | 12             | 13             |
| 新加坡         |                | 39             | 48             | 1              | 11             |                | 16             | 70             | 0              |
| 日本           | 1              | 0              | 2              | 0              | 9              | -              | 45             | 6              | 5              |
|                | 4              | 3              | 11             | 5              | 11             | -              | 2              | 12             | 9              |

## 引入外勞有機會引發的部份問題
- 有部份無良雇主可能會限制外勞的自由，例如以保管名義沒收外勞的證件，或是各式各樣的剝削（如工資扣減），或強迫勞動。[6][7]

- 假如外勞數目供過於求會令本地工人失業或就業不足，從而衍生其他社會不穩定因素。[8][9]

- 新輸入的外勞對於專業工種的培訓及技術可能不足，容易造成各種工業意外（例如地盤工傷甚至死亡），亦會導致産品及服務質素下降；如不當使用機器、工具，又或者施工程序、使用材料（如燃油）不符合標準等，更可引致污染等各式問題。

- 宗教信仰或飲食禁忌可能會不受個別雇主尊重（例如伊斯蘭教不食用豬肉）。

- 某些居住環境可能會因外來人口太多而排外。

- 部份無良僱主提供的勞動環境惡劣。

## 各地情況

### 台灣
1980年代後，因新臺幣升值、產業結構由勞力密集產業走向技術及資本密集產業、《勞動基準法》實施等因素，使企業勞動成本提高，以製造業工資水準影響最大。與此同時，也有東南亞觀光客以觀光名義，則看上工廠需求，於是便私下前往工廠工作。
後來工廠成本漸漸攀升、缺工也越來越嚴重，因此工廠開始要求政府引進廉價外籍勞工。1990年，政府正式專案引進外勞。同時在1992年通過《就業服務法》，設立「外籍聘僱許可管理辦法」、「就業服務法施行細則」，為引進外勞提供法源依據。 
在台灣，臺灣藍領及白領移工有不同勞動規範，「外籍勞工」一詞多指涉藍領移工，如《就業服務法》第46條第1項第8到10款的工作者，不包含工程師、經理、英文教師等專業白領移工。
根據勞動部勞動力發展署統計，截至2019年底，台灣產業移工以越南籍19.6萬（43%）佔最多數，其次依序為菲律賓12.7萬（28%）、印尼7.5萬（16%）、泰國6萬（13%）。社福移工以印尼籍19.7萬（77%）佔最多數，其次依序為菲律賓3.1萬（12%）、越南2.8萬（11%）。

#### 政策制度
客工制度：客工制度是一種引進外籍勞動力的方式，使外籍勞工只能短期居留、工作，而不能成為永久移民，與其相對的是「長期移工」。
在台灣，客工制度僅表現在藍領移工的管理法規上，藍領移工會面臨來台工作時間限制、職業與產業的限制、只能照配額引進勞工人數的限制、來源的限制，且不得任意換雇主、工作地點。白領移工的居留與工作時間則可以彈性延長，達成實質的長期居留。

#### 人力仲介
台灣仰賴人力仲介公司來引入外籍勞工。在勞動力遷移的過程中，由於臺灣採客工制度，使移工勞動力替換率高，雖然設有「國對國直接聘僱勞工」制度，讓雇主可直接聘僱外籍勞工，不用透過仲介公司，但雇主難以掌握合適外籍勞工的資訊且須通過繁雜的規定，因此雇主委託仲介公司包辦勞工招募、訓練、申請手續等事宜，是台灣主要引進外籍勞工的方式。

#### 不完全自由轉換雇主
2006年11月3日以前，就業服務法第59條規定除了以下四種情形，藍領移工不得自由轉換雇主。因此若發生勞資爭議或人際關係摩擦，移工並沒有與雇主談判的籌碼。
一、雇主或被看護者死亡或移民者。
二、船舶被扣押、沉沒或修繕而無法繼續作業者。
三、雇主關廠、歇業或不依勞動契約給付工作報酬經終止勞動契約者。四、其他不可歸責於受聘僱外國人之事由者。
2006年11月3日以後，勞委會修正轉換雇主政策：同意勞雇雙方合意解約後，外勞即可依法轉換雇主。除非遭受特殊迫害，否則具有3次的轉換限制，對比本地勞工可無限次轉換雇主的權利仍有差距。

#### 爭議

##### 高額仲介費
- 許多來台的移工需負擔高額的仲介費，[14]以越南來台移工為例，仲介費平均介於3至5千美元，是相當於越南務農家庭約7年不吃不喝的金額，因此越籍移工的仲介費大多以借貸方式籌措。[15]移工承擔巨大財務壓力，可能會導致其產生情緒問題或違法行為，造成社會問題。[16]
- 由於台灣外籍勞工經常受到資方的不當管控與剝削，除了薪資偏低、生活條件差以外，還有限制外籍勞工活動範圍、並限制使用撥打返鄉國際電話的預付卡（俗稱「外勞卡」），造成外籍勞工的不平之鳴。
- 台灣有許多台灣人不願意做，但必須有人做的工作，其中以外籍勞工為多數，例如「3K產業（页面存档备份，存于）（日語）」：骯髒（汚い，Kitanai）、危險（危険，Kiken）、辛苦（きつい，Kitsui）；英語則為「3D產業」骯髒（Dirty）、危險（Dangerous）、辛苦（Difficult）。[17]

爭議事件
- 陸籍漁工（大多來自福建省）及其他外籍漁工（以印尼居多）的相關問題經常出現，例如發生在海上的喋血案[18][19]、漁船的失聯案[20]。

外籍勞工引進可能的影響
- 引進外籍勞工取代本地勞動者的就業機會。 [9]
- 廉價勞工會使產業升級受阻，夕陽產業得以苟延殘喘。[9]
- 創造新商機。[21]

#### 現象

##### 東南亞雜貨店
在臺灣的東南亞雜貨店是慰藉來自東南亞的跨境婚姻移民、身處異地移工的鄉愁之地。在這些賣店裡，販售來自印度尼西亚、越南、泰國、菲律賓等地進口的香料與生活用品。藉著貨物的交流，人們的連結也得以建立。賣店從東南亞輸入的商品與臺灣當地對它們的消費，也成為臺灣連結與了解東南亞的途徑之一。
1990年代臺灣引入來自東南亞的外籍配偶和外籍移工（家務、工廠、漁業等），改變了臺灣的族裔地景。來自東南亞的外籍配偶，因為跨境婚姻移入臺灣，將原鄉的飲食習慣或多或少也帶入家庭。這些外籍配偶取得臺灣公民身份，並且下一代「新臺灣之子」也成為臺灣多元族群人口組成之一。隨著新住民自力謀生經營東南亞雜貨店和餐飲店的數量增加，人們對於東南亞商品和料理的接受度與消費需求也逐漸提高。
在臺灣，東南亞移工成為家務、工廠和漁業等重要勞動力。東南亞移工的消費場所，也是他們的重要群聚地，例如臺北中山北路聖多福天主堂周邊、臺北火車站及臺南、高雄等各主要火車站周邊的消費場所，無論是東南亞賣店(社區型的小型雜貨店或超市、大規模的進口百貨批發超市)或餐飲店都成為移工們休閒交流、撫慰鄉愁的處所。 由於數十年來東南亞移民和移工帶進的飲食習慣漸為普及，也使得臺灣的飲食文化呈現更多樣貌。

### 澳門
1988年，澳門政府才對外勞的輸入做出正式的規範。由於澳門的工資水平相對於外勞輸出地的工資水平來說較高，為構成了外地勞工湧入澳門的誘因之一。
2021年，澳門外勞人數達171,098人，其中115,498人來自中國內地，佔外勞總數逾67%，同年第四季的居澳勞動人口為38.90萬人，就業人數則為37.71萬人，反映外勞人數佔澳門勞動人口和就業人口均逾四成。根據出入境資料，估計2022底在澳工作而居於境外的外地僱員有7.76萬人，佔外地僱員總數45.3%。
大量外勞往澳門工作，導致有意見質疑 「為何寧可請外勞不請本地人」，認為輸入過多外勞會對社會各方面帶來一定衝擊，也導致外勞擠佔本地勞工的就業機會普遍存在，引起勞動力市場的混亂，加速激化勞資雙方的矛盾。

### 香港

#### 外籍家庭傭工
香港不少家庭選擇聘用外籍家庭傭工（外傭），而最大的外傭供應來源地屬菲律賓。2016年，全港約有352,000名外傭，佔整體就業人口的9%，受僱於11%的本港住戶，而菲律賓人於2016年佔整體外傭人數54%。

#### 補充勞工計劃
2023年6月13日，香港政府宣佈輸入外勞，以應對勞工短缺。當局計劃為建造業及運輸業輸入兩萬名外勞，兩個行業輸入外勞皆要遵守「1：2」比例，即每當聘請一名外勞都要聘請兩名本地勞工，外勞的工資不可以低於行業工資中位數，外勞不會取得香港永久居民的資格，完成合約後便要離開。 
- 1.2萬個配額屬建造業，建造業外勞優先考慮分配予造價逾10億元的公營工程項目，如公營房屋、基建、鐵路，特殊情況下考慮批准私營項目輸入外勞。[33]
- 8000個配額屬運輸業，涵蓋機場員工（佔6,300名外勞）、小巴、直通巴及旅遊巴司機（佔1,700名外勞），外勞必須持有運輸署認可的非本地小汽車駕駛執照一年或以上，來港後要接受10至12小時路面訓練，通過駕駛考試後，再完成職前課程及實習，熟悉香港的交通規則及駕駛路線才可以投入服務 。[34]

政府亦公佈會將優化現有的「補充勞工計劃」，並將計劃改名為「補充勞工優化計劃」，主要措施是暫停執行26個職位不得輸入外勞規定兩年，要求僱主需進行4星期本地招聘等要求將維持不變；而僱主欲輸入的工種已有行業特別計劃，則不可再經優化計劃作申請。相關職位包括營業代表、售貨員、侍應生、接待員、收銀員、初級廚師、食品加工工人、文員、銀行櫃檯員、電腦/打孔機操作員、電話接線生、布草房服務員、洗衣工人、整熨工、髮型師、貨倉管理員、裁剪工、裁床工、檢查工、送貨員、駕駛員、清拆工、石工、噴漆工、渠工、補漏工。
此計劃實施前每年輸入的外勞數目僅約3000人，2023年9月至2025年3月，輸入外勞總數超逾7萬。

## 外部連結
- 2019International Migration and Displacement Trends and PoliciesReport to the G20（页面存档备份，存于）
- 國家發展委員會-國際人力移動（页面存档备份，存于）
- 勞動統計查詢 - 產業與社福外勞人數-按國籍別分（页面存档备份，存于） - 台灣勞動部